# Čechy 35 (volební obvod Říšské rady)
Čechy 35 byl volební obvod pro volby do Poslanecké sněmovny Říšské rady. Volili v něm mužští občané soudních okresů Slaný a Kladno.  Nepatřila do něj ale jejich sídelních města, která byla součástí městských volebních obvodů. Volební obvod byl zřízen se zavedením všeobecného volebního práva v Předlitavsku v roce 1907 a zanikl s rozpadem Rakouska-Uherska roku 1918.
V letech 1913-1918 byl poslancem za tento obvod František Soukup, jeden z mužů 28. října.

## Charakteristika obvodu
| Rok          | 1907   | 1911   | 1913   |
| ------------ | ------ | ------ | ------ |
| Počet voličů | 12 004 | 13 027 | 12 883 |

Volební obvod vznikl přeskupením obvodů, které v původním volebním systému náležely do kurie měst a průmyslových míst. Přestože již tedy volební právo nebylo omezeno daňovým cenzem, města stále volila odděleně od svého venkovského okolí.
Jednalo se o etnicky čistě český volební obvod. Ve všech třech volbách, co se zde konaly, suverénně zvítězil kandidát sociální demokracie.

## Poslanci
| Poslanec | Poslanec         | Strana             | Volby      |
| -------- | ---------------- | ------------------ | ---------- |
|          | Jindřich Hornof  | Sociální demokraté | 1907       |
|          | Vilém Černý      | Sociální demokraté | 1911       |
|          | František Soukup | Sociální demokraté | 1913 dopl. |

## Volby

### Volby 1907
Volby v roce 1907 byly první konané podle všeobecného volebního práva pro všechny muže. Prakticky všechny nesocialistické strany se sjednotily za kandidaturou Františka Weidera z Vídně. Za sociální demokracii kandidoval dělnický předák Jindřich Hornof.
| Parlamentní volby 1907   |                                         |                                         |             |             |             |
| Kandidát                 | Kandidát                                | Strana                                  | První volba | První volba | První volba |
| Kandidát                 | Kandidát                                | Strana                                  | Hlasy       | %           | ±%          |
|                          | Jindřich Hornof                         | Sociální demokraté                      | 8 040       | 73,4        |             |
|                          | František Weider                        | Národní sociálové                       | 2 861       | 26,1        |             |
|                          | roztříštěné hlasy                       | roztříštěné hlasy                       | 49          | 0,4         |             |
| neplatné a prázdné hlasy | neplatné a prázdné hlasy                | neplatné a prázdné hlasy                | 94          | 0,9         |             |
| Celkem/účast             | Celkem/účast                            | Celkem/účast                            | 11 044      | 92,0        |             |
|                          | Sociální demokraté získali (nový obvod) | Sociální demokraté získali (nový obvod) | ±           |             |             |

### Volby 1911
V roce 1911 sociální demokracie nominovala Viléma Černého, montéra v Libni. Za křesťanské sociály kandidoval příbramský horník Leopold Havelka. Česká strana národně sociální vyslala do voleb Ing. Oldřicha Fialu, adjunkta státních drah v Lounech. Agrární strana postavila vlastního kandidáta Antonína Chudomela, rolníka ze Skůr.
| Parlamentní volby 1911   |                             |                             |             |             |             |
| Kandidát                 | Kandidát                    | Strana                      | První volba | První volba | První volba |
| Kandidát                 | Kandidát                    | Strana                      | Hlasy       | %           | ±%          |
|                          | Vilém Černý                 | Sociální demokraté          | 7 740       | 68,9        | -4,5        |
|                          | Antonín Chudomel            | Agrárníci                   | 1 850       | 16,5        |             |
|                          | Oldřich Fiala               | Národní sociálové           | 1 261       | 11,2        | -14,9       |
|                          | Leopold Havelka             | Křesťanští sociálové        | 348         | 3,1         |             |
|                          | roztříštěné hlasy           | roztříštěné hlasy           | 33          | 0,3         | -0,1        |
| neplatné a prázdné hlasy | neplatné a prázdné hlasy    | neplatné a prázdné hlasy    | 107         | 0,9         |             |
| Celkem/účast             | Celkem/účast                | Celkem/účast                | 11 338      | 87,0        | -5,0        |
|                          | Sociální demokraté obhájili | Sociální demokraté obhájili | ±           |             |             |

### Doplňovací volby 1913
Po úmrtí poslance Černého se 2. dubna 1913 konala doplňovací volba. Sociální demokracie kandidovala bývalého poslance za obvod 06 Františka Soukupa, pozdějšího ministra spravedlnosti Československa a jednoho z mužů 28. října. Kromě něj kandidoval jen Rudolf Laube z národně sociální strany. Závěrečný volební mítink Soukupa v Motyčíně byl zakázán úřady; což se ale setkalo s nesouhlasem obyvatelstva, které se protestně na místo dostavilo.
| Doplňovací parlamentní volby 1913 |                             |                             |             |             |             |
| Kandidát                          | Kandidát                    | Strana                      | První volba | První volba | První volba |
| Kandidát                          | Kandidát                    | Strana                      | Hlasy       | %           | ±%          |
|                                   | František Soukup            | Sociální demokraté          | 8 350       | 88,9        | +20,0       |
|                                   | Rudolf Laube                | Národní sociálové           | 994         | 10,6        | -0,6        |
|                                   | roztříštěné hlasy           | roztříštěné hlasy           | 49          | 0,5         | +0,2        |
| neplatné a prázdné hlasy          | neplatné a prázdné hlasy    | neplatné a prázdné hlasy    | 198         | 2,1         |             |
| Celkem/účast                      | Celkem/účast                | Celkem/účast                | 9 591       | 74,4        | -12,6       |
|                                   | Sociální demokraté obhájili | Sociální demokraté obhájili | ±           |             |             |